# Theodor Sandström (publicist)
Theodor Sandström, född den 29 augusti 1809 i Stockholm, död där den 21 januari 1854, var en svensk publicist. Han var bror till Anders Peter Sandströmer och far till Theodor Sandström.
Sandström blev 1827 student vid Uppsala universitet, avlade där 1829 hovrättsexamen och ingick därefter i ämbetsverken. Utom i Svea hovrätt, där han 1833 blev vice notarie, tjänstgjorde han i Justitierevisionen, i Förvaltningen för sjöärendena och i lotsdirektörsexpeditionen, där han 1835 erhöll förordnande som kanslist. Han hade som sådan lämnat några pikanta notiser till "Aftonbladet", som var tidningen till nytta vid kampanjen mot marinen, och detta medförde 1837 ett öppet medarbetarskap i tidningen, vars utgivare L.J. Hierta bistått honom vid ordnande av hans penningaffärer. Missbelåten med Hiertas "betänksamhet" och möjligen även av andra skäl trädde han emellertid snart ut ur "Aftonbladets" redaktion.
Han uppsatte på hösten 1838, tillsammans med överstelöjtnant Gustaf Hierta, "Stockholmsbladet", sedan han efter domen i det Crusenstolpeska tryckfrihetsmålet, i vilket han varit en av Magnus Jacob Crusenstolpes jurymän, utan dom och rannsakning entledigats från sin befattning i lotsdirektörsexpeditionen. "Stockholmsbladet", som var ett mera radikalt organ än "Aftonbladet", förklarade "tiden vara inne att uppresa ett kraftigt värn mot maktens växande lystnad efter inkräktningar på frihetens område" och tog till utgångspunkt de oroligheter, som nyss låtit medborgerligt blod rinna "till offer åt de maktegandes harmsenhet". "Stockholmsbladet" upphörde likväl i januari 1839.
Sandström hade redan i "Stockholmsbladet" ropat i gevär mot "Aftonbladets" artigheter mot kronprins Oskar och mot "framtida" förhoppningars "skuggbilder". Tillhörande den antidynastiska Crusenstolpeska gruppen deltog Sandström, som nu lämnade bidrag till den av hans skolkamrat August Blanche redigerade "Freja" (där för övrigt Argus-Johansson var politisk huvudmedarbetare), i angreppet mot den så kallade koalitionen, vilken ansågs gynnad av kronprinsen. Några indiskreta uttalanden från hans sida från ett samtal med Hierta rörande denna koalition utnyttjades rätt skandalöst av "Svenska Minerva" och av Johansson i "Freja".
Vid riksdagen 1840–1841 tjänstgjorde Sandström som kanslist i bondeståndet och utövade som "skrifkunnig vän" till åtskilliga bönder ett ej litet inflytande. I slutet av 1845 förenade han sig med Crusenstolpe och Anders Lindeberg om utgivande av tidningen "Dagen", som i motsats till de stora liberala tidningarna drev opposition mot kung Oskars första moderatliberala regering och där särskilt Crusenstolpe gav luft åt sin antidynastiska politik. Tidningen upphörde dock redan i april 1846, då förläggaren rymt.
Efter att ha gift sig sökte Sandström ånyo inträde i statens tjänst, blev 1847 tullfiskal i Sundsvall och 1849 intendent vid Stora barnhuset i Stockholm, som han omorganiserade på ett förtjänstfullt sätt. Karl Warburg skriver i Nordisk Familjebok: "En häftig impulsiv natur af ett manligt och kraftfullt yttre, var han i hög grad afhållen af sina vänner, särskildt var han under Crusenstolpes fängelsetid dennes trofaste väpnare och ombud".